# 요나미네 가나메
요나미네 가나메(일본어: 与那嶺 要, 1925년 6월 24일 ~ 2011년 2월 28일)는 미국 하와이주 출신의 전 일본 프로 야구 선수이자 야구 지도자이다.
본명은 월리스 가나메 요나미네(Wallace Kaname 'Wally' Yonamine)로 애칭은 월리이다. 아버지는 오키나와현, 어머니는 히로시마현 출신의 하와이 이민 일본계 2세이다.

## 인물

### 미식 축구에서 야구로
처음에는 가업인 사탕 수수 밭에서 일했다. 빠른 발을 인정받아 페링턴 고등학교에서 1947년 미식 축구 샌프란시스코 49ers(당시에는 NFL이 아닌 AAFC라는 리그에 소속되어 있었다)에 입단했다. 하지만 거듭되는 부상으로 인해 미식 축구를 포기하고 야구로 전향했다. 마이너 리그 베이스볼 AAA팀인 샌프란시스코 실스 산하 C급 솔트레이크 시티 비즈에 입단했다.

### 현역 시절
1951년, 전년도에 쇼치쿠 로빈스에게 리그 우승을 빼앗겨 전력 강화를 서두르고 있던 요미우리 자이언츠의 스카웃을 받아 시즌 중에 입단했고 일본에서의 첫 타석에서 스기시타 시게루를 상대로 세이프티 번트를 시도했다. 1이닝 3도루(일본 기록)나 병살을 피하기 위한 홈에서의 크로스 플레이 등으로 본고장의 주루 기술을 발휘하여 규정 타수(현재의 규정 타석)에 도달하지는 못했지만 타율은 3할을 기록했다.
이듬해 1952년부터 1960년까지 8년 연속으로 규정 타석에 도달했으며 수위 타자 3회, 최고 수훈 선수(MVP) 1회, 베스트 나인 7회 수상 등의 활약으로 제2기 요미우리 황금 시대를 지원했다. 1번 요나미네·2번 치바 시게루는 당시 야구계 굴지의 테이블 세터였으며 가와카미 데쓰하루는 그의 라이벌이었다. 또한 1956년에는 구단 사상 첫 개막전 선두 타자 홈런을 기록하기도 했다(요미우리에서 기록한 선수는 2003년의 시미즈 다카유키와 2007년의 다카하시 요시노부가 있다).
1960년 오프 시즌에 자유 계약 신분이 되면서 요미우리와 결별한 뒤 주니치 드래곤스로 이적했다. 주니치에서 2년 동안 활약한 뒤 1962년에 은퇴했다. 홈 스틸 11회는 일본 프로 야구 역대 1위의 기록이다.

### 그 후
은퇴 후 1963년부터 1966년까지 주니치 드래곤스의 타격 코치, 1967년부터 1969년까지 도쿄 오리온스의 타격 코치, 1970년부터 1971년까지 주니치 드래곤스 1군 수석 코치를 역임하다가 1972년에 1군 감독으로 승격되었다. 1974년에는 친정 팀인 요미우리를 꺾고 10년 연속 리그 우승 행진을 저지함과 동시에 1954년 이후 20년 만의 리그 우승을 이끌었다. 1977년을 마지막으로 사임했다.
1978년부터 1979년까지 요미우리로 복귀해 2군 외야 수비·주루 코치, 1980년에 요미우리 1군 타격 코치를 역임했고 1981년부터 1982년까지 난카이 호크스 1군 수석 코치 겸 타격 코치, 1983년부터 1984년까지 세이부 라이온스 1군 타격 코치, 1985년부터 1988년까지 닛폰햄 파이터스의 1군 수석 코치를 역임하는 등 풍부한 경험을 인정받아 약 30년에 걸쳐 수많은 구단을 떠돌았다. 외국 태생으로 방송의 해설자를 맡을 자신이 없었던 이유도 있지만 이 장기간의 깨지지 않는 지도자 생활은 이례적으로 야구계의 두터운 신망을 나타내고 있다. 1987년 오프 시즌에 후지 TV 계열의 《프로 야구 뉴스》 기획의 ‘특별 출연 시상식’에 출연, 도내의 저택에서 다소 곤혹스러운 얼굴로 나카이 미호에게서 표창장을 받았다.
1988년 시즌을 마지막으로 미국에 귀국했고 1998년에 하와이 고등학교 체육 협회에 20만 달러를 기부했다. 이후 고향인 하와이에서 유유자적한 생활을 보내다가 2006년 프로 야구 마스터스 리그에 참가한 것을 계기로 18년 만에 다시 일본을 방문했다. 2009년에는 오릭스 버펄로스의 초청으로 7월 16일의 지바 롯데 마린스와의 경기에서 시구식을 하는 등 80세가 넘어서도 건강한 모습을 보였지만 전립선암으로 2011년 2월 28일에 하와이주 호놀룰루의 시니어 홈에서 사망했다. 향년 85세.
사망한지 약 3개월 뒤인 2011년 5월 27일, 도쿄도 미나토구 롯폰기에 있는 롯폰기 교회(생전에 요나미네가 다니던 곳)에서 ‘작별의 회’가 개최되어 나가시마 시게오와 오 사다하루, 주니치 감독 시절의 제자로 1974년 우승 당시의 투수였던 호시노 센이치 등 400명이 참석하여 고인과의 이별을 아쉬워했다. 오 사다하루는 “모든 것을 가르쳐 주어 야구 인생이 크게 바뀌었다. 요나미네의 가입은 프로 야구 발전의 이정표 중 하나였다”라고 연설했다. 또한 도호쿠 라쿠텐 골든이글스의 감독인 호시노는 “월리는 살아 있습니다. 제가 ‘월리이즘’으로 라쿠텐을 만들고 있습니다. 반드시 좋은 지반을 쌓아 월리에게 보고하고 싶습니다”라고 인사하며 박수 갈채와 환호성을 받았다. 사실 작별 모임은 당초 3월 22일에 지요다구 고지마치의 성 이그나티우스 교회에서 이루어질 예정이었으나 3월 11일에 발생한 동일본 대지진의 영향으로 연기되었다.

## 평가

### 선수로서의 평가
미국 본고장의 슬라이딩이나 태클 등 격렬한 플레이 스타일은 당시 ‘스커트를 입은 아가씨 야구’라고 야유를 받던 일본 프로 야구에 새로운 바람을 불러 일으켰다. 드래그 번트 등의 새로운 전술이 요나미네로부터 유래되었다고 불린다. 고향인 하와이 호놀룰루 국제공항에서는 그의 공적을 기려 샌프란시스코 49ers와 요미우리의 선수 시절, 주니치의 감독 시절 입었던 유니폼 등이 전시되어 있다.
1994년에 일본 야구 명예의 전당에 입성했다. 일본 프로 야구에서 활약한 미국인 선수는 많았지만 그 중에서도 명예의 전당에 입성한 것은 2013년까지 요나미네가 유일하다.

### 일본에서의 생활·감독으로서의 평가 등
일본어는 일상 회화라면 충분히 이해할 수 있지만 읽고 쓰기는 거의 못했고 섬세한 표현에 서투른 부분도 있었다. 그가 일본어에 능숙하지 못한 것은 야구 연습에 전념하기 위해 일본어 공부 시간을 줄이고 있었기 때문으로 여겨진다. 주니치 감독 시절에 원정 당시 한 선수가 야간 통행 금지를 어기고 돌아온 것을 발견했다(곤도 다다유키의 《프로 야구 감독 열전》에는 패전 투수가 되었던 선수에게 했던 말로 나와 있는데 어느 쪽이 진실인지는 알려지지 않았음). 요나미네는 “오늘 밤은 자지 말고 반성해라!”라고 꾸짖어야 하는 것을 능숙하게 하지 못하고 ‘안녕’이라고 말하는 것을 수차례 반복하다가 결국 말하지 못하고 자기 방으로 돌아가버린 적이 있다. 주위에 있던 사람들은 “왜 감독이 인사를 간 것일까”라고 의아해 했다(마쓰모토 유키쓰라의 후일담). 그러나 본인은 아무런 대책도 하지 않은 것은 아니고 주위 사람들에게 신문을 읽고 전해달라고 하며 스포츠 신문 기자들의 생각은 제대로 이해하고 있었다.
야구에 대한 자세는 확고했지만 일상에서는 매우 느긋했으며 가정에서는 부드러움을 지니고 있었다. 야자와 겐이치는 요나미네의 감독 시절의 추억을 떠올리며 이렇게 회상했다.

개막전이나 이동일에 모두를 집에 초대해 주었고 요나미네 부인의 요리를 대접해 주었고 아드님과 따님이 환대해 주었다. 그렇게 팀의 화합이 이루어져 갔다. 일본의 감독에게는 좀처럼 나타나지 않는 타입이었다.

요나미네 감독 시절의 에이스였던 호시노 센이치는 “요나미네는 얀챠 스님의 사용법이 정말로 대단한 사람이었다. 미국의 합리주의와 일본의 나니와부시를 능숙하게 구사하고, 선수를 조종하며 팀을 정리했다”라고 말하고 있다.
1950년대 무렵, 히로시마 종합 구장에서 열린 히로시마 도요 카프와의 경기에서 작은 논쟁으로 인해 현지의 히로시마 팬이 내려왔는데 그 중에 야쿠자가 있다고 하여 “요나미네, 마을을 걷고 있으면 때려 죽인다!”라고 협박했다. 이 체험은 본인에게 트라우마가 되어 이후에까지 “히로시마에는 야쿠자가 많아서 정말 무섭다”라고 말하고 있었다.

## 에피소드

### 가와카미 데쓰하루와의 관계
요나미네가 1960년을 마지막으로 요미우리에서 주니치로 이적한 것은 미즈하라 시게루 감독의 후임으로 취임한 가와카미 데쓰하루가 요나미네를 전력 외로 간주하고 자신의 팀 구상에 통합하지 않았던 것이 원인이라고 한다. 따라서 요나미네는 가와카미를 노골적으로 적대시했고 이와 관련된 에피소드가 여럿 남아 있다. 당시 같은 주니치의 선수였던 반도 에이지의 저서 《프로 야구를 모르면 손해를 본다》에서도 ‘주니치 선수들이 가와카미 씨라고 부르면 가와카미가 아닌 데쓰(哲)라고 부르라고 정정했다’라거나 ‘베테랑인데도 신인 선수들과 함께 흙투성이 된 채로 달리며 데쓰를 해치우기 위해 귀신의 형상을 하고 캠프 연습에 몰두하고 있었다’, ‘요나미네가 요미우리와의 경기에서 역전 홈런을 때려냈을 때 월리의 대합창이 일어나 경기가 중단될 정도였다’ 등과 같은 내용이 기술되어 있다. 곤도 사다오도 “드래곤스의 인물이 무심코 ‘가와카미 씨’라고 입에 담으면 ‘가와카미 씨가 아니다. 데쓰로도 충분하다’고 일갈하는 등 라이벌 의식은 줄지 않았다”고 저서에서 적고 있다. 주니치 감독 시절에는 가와카미가 이끄는 요미우리와의 경기에서 열세가 되면 “데쓰 이놈! 빌어먹을!”이라고 외치거나 경기 전 회의에서도 “데쓰에게 지지 말아라!”라고 서투른 일본어 솜씨로 말하고 있었다고 한다. 1974년에 가와카미가 이끄는 요미우리의 10년 연속 리그 연패를 저지하고 센트럴 리그 우승을 달성했을 당시 “드디어 했다. 데쓰를 해치웠다. Happy하다. 긴 일본 생활에서 제일 좋았다. 정말 좋았다……”라고 떠들고 다녔다고 한다. 또한 가와카미는 그 해를 끝으로 요미우리 감독에서 물러났는데 요나미네는 1960년의 복수를 이룬 형태가 되었다.
특히 가와카미 본인도 미움을 받았던 것은 충분히 알고 있어 “(1960년 가와카미가 감독으로 취임했을 당시의)요나미네는 이미 체력적으로 쇠약해져 있어 그를 전력에서 제외시킨 것은 어쩔 수 없는 일이었다. 요나미네는 일본어가 능숙하지 않아 코치로 유임시킬 생각도 없었다”고 가와카미는 말하고 있다(요나미네 저 《야구를 바꾼 남자》에서).
1978년 2군 외야 수비·주루 코치로서 요미우리에 복귀하였고 1980년에는 타격 코치를 맡았지만 이 해에 나가시마 시게오 감독이 해임되면서 동시에 요나미네 본인도 사표를 제출했다. 이 때 나가시마의 해임에는 가와카미가 연관되어 있다는 설이 있고 이에 반발하여 코치를 사임한 것이 아닐까하고 여겨지고 있다. 코치직에서 사임한 이후에는 요미우리 OB회에 불참하는 것을 관철했다(코치 시절에는 OB전에 출전했다). 가와카미가 관여하지 않은 세계 소년 야구 대회에는 요미우리의 유니폼을 입고 협찬 행사인 미일 OB 올스타전에 출전한 경력도 있다.

### 오 사다하루를 둘러싼 일화
소년 시절의 오 사다하루가 고라쿠엔 구장에 관전하러 왔을 때이다. 오 사다하루는 관전하러 온 다른 많은 관중들과 마찬가지로 요미우리 선수들 쪽으로 사인을 희망했다. 주위의 소년들은 사인용 색지와 본격적으로 경식구를 내밀며 사인을 원했는데, 경제적으로 풍부하다고는 말할 수 없었던 오 사다하루는 장난감 고무공을 바치고 거기에 어떤 식으로든 사인을 받으려 노력했다(사실 누구의 사인을 받고 싶었거나와 같은 내용은 알려지지 않았다). 하지만 선수들이 바쁜 것도 있고 오 사다하루가 필사적으로 내비쳤던 빈약한 고무공은 눈에도 띄지 않았다. 그 때 요나미네만 오 사다하루의 고무공을 깨닫고 흔쾌히 사인에 응했다. 훗날 이 일화의 진위를 질문받게 된 요나미네는 이렇게 대답했다.

왜 일본의 선수들은 사인을 해주지 않는가가 이상하다고 생각했습니다. 그가 오 사다하루였는지 아니었는지는 모르겠지만 눈이 큰 아이가 공을 내밀고 있었습니다. 아무도 사인을 해주고 있지 않아 내가 해준 것은 기억하고 있습니다.

또한 우연히도 요나미네와 오 사다하루는 1994년에 동시에 야구 명예의 전당에 입성했다.

## 상세 정보

### 출신 학교
- 라하이나루나 고등학교
- 페링턴 고등학교

### 선수 경력
- 하와이 아사히
- 요미우리 자이언츠(1951년 ~ 1960년)
- 주니치 드래곤스(1961년 ~ 1962년)

### 지도자·기타 경력
- 주니치 드래곤스 타격 코치(1963년 ~ 1966년)
- 도쿄 오리온스·롯데 오리온스 타격 코치(1967년 ~ 1969년)
- 주니치 드래곤스 1군 수석 코치(1970년 ~ 1971년)
- 주니치 드래곤스 감독(1972년 ~ 1977년)
- 요미우리 자이언츠 2군 외야 수비·주루 코치(1978년 ~ 1979년)
- 요미우리 자이언츠 1군 타격 코치(1980년)
- 난카이 호크스 1군 수석 코치 겸 타격 코치(1981년 ~ 1982년)
- 세이부 라이온스 1군 타격 코치(1983년 ~ 1984년)
- 닛폰햄 파이터스 1군 수석 코치(1985년 ~ 1988년)

### 수상·타이틀 경력

#### 타이틀
- 수위 타자 : 3회(1954년, 1956년 ~ 1957년)
- 최다 안타(당시는 타이틀은 아님) : 3회(1952년, 1954년, 1957년) ※1994년부터 타이틀로 제정됨

#### 수상
- MVP : 1회(1957년)
- 베스트 나인 : 7회(1952년 ~ 1958년)
- 일본 시리즈 기능상 : 1회(1953년)
- 일본 시리즈 최고 타격상 : 1회(1952년)
- 일본 시리즈 홈런왕상 : 1회(1953년)
- 일본 야구 명예의 전당 헌액자(1994년)

### 개인 기록
- 올스타전 출장 : 8회(1952년 ~ 1959년)
- 통산 1000경기 출장 : 1959년 10월 20일 ※역대 52번째

### 등번호
- 7(1951년 ~ 1960년)
- 37(1961년 ~ 1962년, 1965년 ~ 1966년, 1972년 ~ 1977년)
- 35(1963년 ~ 1964년)
- 55(1967년 ~ 1969년, 1985년)
- 61(1970년)
- 64(1971년)
- 76(1978년 ~ 1980년)
- 71(1981년 ~ 1982년)
- 87(1983년 ~ 1984년)
- 85(1986년 ~ 1988년)

### 연도별 타격 성적
| 연 도       | 소 속       | 경 기 | 타 석 | 타 수 | 득 점 | 안 타 | 2 루 타 | 3 루 타 | 홈 런 | 루 타 | 타 점 | 도 루 | 도 루 자 | 희 생 번 | 희 생 플 | 볼 넷 | 고 4 | 사 구 | 삼 진 | 병 살 타 | 타 율 | 출 루 율 | 장 타 율 | O P S |
| ----------- | ----------- | ----- | ----- | ----- | ----- | ----- | ------- | ------- | ----- | ----- | ----- | ----- | -------- | -------- | -------- | ----- | ---- | ----- | ----- | -------- | ----- | -------- | -------- | ----- |
| 1951년      | 요미우리    | 54    | 213   | 181   | 47    | 64    | 17      | 5       | 1     | 94    | 26    | 26    | 4        | 3        | --       | 28    | --   | 1     | 18    | 3        | .354  | .443     | .519     | .962  |
| 1952년      | 요미우리    | 116   | 533   | 474   | 104   | 163   | 33      | 5       | 10    | 236   | 53    | 38    | 11       | 8        | --       | 47    | --   | 2     | 38    | 8        | .344  | .405     | .498     | .903  |
| 1953년      | 요미우리    | 104   | 437   | 365   | 58    | 112   | 24      | 2       | 6     | 158   | 54    | 13    | 5        | 10       | --       | 57    | --   | 3     | 33    | 9        | .307  | .405     | .433     | .838  |
| 1954년      | 요미우리    | 125   | 564   | 477   | 93    | 172   | 40      | 6       | 10    | 254   | 69    | 20    | 9        | 10       | 3        | 69    | --   | 2     | 56    | 5        | .361  | .441     | .532     | .973  |
| 1955년      | 요미우리    | 107   | 487   | 424   | 68    | 132   | 22      | 2       | 13    | 197   | 65    | 10    | 3        | 9        | 3        | 49    | 3    | 1     | 66    | 5        | .311  | .382     | .465     | .846  |
| 1956년      | 요미우리    | 123   | 529   | 452   | 86    | 153   | 20      | 4       | 13    | 220   | 47    | 25    | 9        | 9        | 2        | 63    | 7    | 2     | 72    | 4        | .338  | .420     | .487     | .907  |
| 1957년      | 요미우리    | 126   | 515   | 467   | 55    | 160   | 20      | 7       | 12    | 230   | 48    | 10    | 7        | 3        | 6        | 35    | 3    | 2     | 62    | 9        | .343  | .386     | .493     | .879  |
| 1958년      | 요미우리    | 128   | 532   | 467   | 64    | 137   | 21      | 3       | 8     | 188   | 58    | 8     | 3        | 7        | 4        | 51    | 1    | 0     | 77    | 9        | .293  | .360     | .403     | .763  |
| 1959년      | 요미우리    | 117   | 490   | 432   | 67    | 124   | 16      | 8       | 3     | 165   | 26    | 6     | 2        | 4        | 1        | 49    | 0    | 3     | 52    | 7        | .287  | .363     | .382     | .745  |
| 1960년      | 요미우리    | 126   | 454   | 399   | 48    | 91    | 19      | 3       | 5     | 131   | 26    | 6     | 2        | 8        | 1        | 43    | 4    | 3     | 55    | 5        | .228  | .307     | .328     | .635  |
| 1961년      | 주니치      | 76    | 184   | 146   | 17    | 26    | 6       | 0       | 1     | 35    | 9     | 1     | 3        | 8        | 1        | 28    | 1    | 1     | 24    | 4        | .178  | .313     | .240     | .552  |
| 1962년      | 주니치      | 17    | 17    | 14    | 0     | 3     | 0       | 0       | 0     | 3     | 1     | 0     | 0        | 0        | 0        | 3     | 0    | 0     | 0     | 0        | .214  | .353     | .214     | .567  |
| 통산 : 12년 | 통산 : 12년 | 1219  | 4955  | 4298  | 707   | 1337  | 238     | 45      | 82    | 1911  | 482   | 163   | 58       | 79       | 21       | 522   | 19   | 20    | 553   | 68       | .311  | .387     | .445     | .831  |

- 굵은 글씨는 시즌 최고 성적.

### 감독으로서의 팀 성적
| 연도       | 구단       | 순위       | 경기 | 승리 | 패배 | 무승부 | 승률 | 경기 차                      | 팀 홈런                      | 팀 타율                      | 팀 방어율                    | 나이                         |
| ---------- | ---------- | ---------- | ---- | ---- | ---- | ------ | ---- | ---------------------------- | ---------------------------- | ---------------------------- | ---------------------------- | ---------------------------- |
| 1972년     | 주니치     | 3위        | 130  | 67   | 59   | 4      | .532 | 7.0                          | 123                          | .232                         | 3.29                         | 47세                         |
| 1973년     | 주니치     | 3위        | 130  | 64   | 61   | 5      | .512 | 1.5                          | 108                          | .242                         | 2.98                         | 48세                         |
| 1974년     | 주니치     | 1위        | 130  | 70   | 49   | 11     | .588 | -                            | 150                          | .264                         | 3.75                         | 49세                         |
| 1975년     | 주니치     | 2위        | 130  | 69   | 53   | 8      | .566 | 4.5                          | 133                          | .271                         | 3.18                         | 50세                         |
| 1976년     | 주니치     | 4위        | 130  | 54   | 66   | 10     | .450 | 21.5                         | 138                          | .266                         | 4.50                         | 51세                         |
| 1977년     | 주니치     | 3위        | 130  | 64   | 61   | 5      | .512 | 15.5                         | 176                          | .275                         | 4.38                         | 52세                         |
| 통산 : 6년 | 통산 : 6년 | 통산 : 6년 | 780  | 388  | 349  | 43     | .526 | A클래스 : 5회, B클래스 : 1회 | A클래스 : 5회, B클래스 : 1회 | A클래스 : 5회, B클래스 : 1회 | A클래스 : 5회, B클래스 : 1회 | A클래스 : 5회, B클래스 : 1회 |

※1972년부터 1996년까지는 130경기제

## 참고 문헌
- 요미우리 신문사 저 《자이언츠 5000승의 기억》(베이스볼 매거진사, 2007년), p. 24 ~ 인물 소개. ISBN 978-4-583-10029-6